# Poughite
La poughite è un minerale.